# Gutturaler Gesang
Unter gutturalem Gesang (lateinisch guttur ‚Kehle‘) versteht man Kehlgesang, der hauptsächlich mit den Taschenbändern gebildet wird.

## Technik
Beim Kehlgesang werden unter anderem Teile des Kehlkopfs verengt. Im Englischen werden rau klingende Stimmtechniken oft auch throatsinging genannt. Throatsinging bezeichnet auch den Kehlgesang aus Tuwa und der Mongolei, der unter anderem Obertongesang beinhaltet und deshalb teils synonym für Obertongesang steht. Teilweise haben diese Gesänge Ähnlichkeit mit dem Vorgang beim Gähnen bzw. tiefen, klanghaften Seufzen. Bei den „Growls“ und den „normalen Screams“ im Metal verwendet man dabei die normale, volle Stimme. Die „Screams“ sind dabei von der Tonhöhe der Stimme etwas höher (vgl. Tonhöhe beim Brüllen), während die „Growls“ zumeist tiefer sind. Bei diesen ist aber auch eine Höhenvariation möglich, die durch Verformen des Mundes erreicht wird. So entsteht beim Zusammenziehen (wie beim Sprechen eines „o“) ein tieferer und beim Öffnen (wie beim Laut „a“) ein höherer Ton. Diesen beiden Gesangsstilen stehen die so genannten „high-pitched screams“ gegenüber, die im Falsett „geschrien“ werden und somit höher als die „normalen Screams“ sind.
Eine einheitliche Technik gibt es bei diesen Gesangsstilen nicht. Dennoch kann man nicht ohne große Übung jodeln, „schreien“ oder „growlen“, da bei ungestümem Singen die Gefahr einer Stimmbandverletzung droht (vor allem, wenn der verzerrte Anteil mit den „echten Stimmbändern“ gebildet wird). Diese wird bei Übung und „richtiger“ Technik, d. h. dem Bilden der Verzerrung mit den Taschen- bzw. „falschen Stimmbändern“ aber vermieden bzw. minimiert. So empfehlen einige Sänger dieses Stils professionelle Gesangsstunden, um Gesangstechnik zu lernen, die eigene Stimme besser kontrollieren zu können, bzw. um die Atemtechnik zu erlernen. Die bekannteste Gesangslehrerin für gutturalen Gesang ist die Amerikanerin Melissa Cross, die bereits vielen populären Metal-Sängern zu großer Anerkennung verhalf. Einige ihrer Schüler waren Corey Taylor von Slipknot, Matthew Tuck von Bullet for My Valentine, sowie Randy Blythe von Lamb of God. Große Aufmerksamkeit erlangte sie mit dem Erscheinen ihrer The-Zen-of-Screaming-Tutorial-DVDs. Thomas Fischer, Aachener Gesangslehrer und ehemaliger Sänger der Band 10 Fold B-Low, kritisiert den Verkauf der DVDs jedoch als unverantwortlich: „Die Leute machen das irgendwie nach und ruinieren sich die Stimmbänder dabei.“ Er verlangt von seinen Schülern auch körperliches Training; der Körper sei für den Sänger „das Handwerkszeug, die Grundlagen muss man sich erarbeiten wie bei jedem Instrument auch“. Gutturaler Gesang sei harte Arbeit.

## Volksmusik
In der Volksmusik vieler Regionen ist gutturaler Gesang ein fester Bestandteil. Beispiele:
- die sardische Volksmusik,[2]
- die amerikanische Country-Musik, speziell das Blue Yodeling,
- das alpenländische Jodeln,
- der Joik der Samen,
- Kehlkopftechniken im traditionellen Unterton- und Obertongesang verschiedener Völker

## Metal, Hardcore Punk, Post-Industrial und elektronische Musik
Anwendung findet der gutturale Gesang unter anderem in Subgenres des Metal (Death- oder Black Metal, sowie häufig auch im Pagan-, Folk- und Viking Metal, sowie teilweise im Symphonic Metal) aber auch im Hardcore Punk (Digital Hardcore, Emo- und Metalcore), im Grindcore sowie im Industrial-, EBM- und Dark-Electro-Bereich. Er wird durch den Einsatz von (teilweise verzerrtem) Krächzen, Grunzen und Knurren (Grunting und Growling), klarem Rufen (Shouting) oder hohem Schreien bzw. Kreischen (Screaming) erzeugt. Teilweise wird das Screaming als gutturaler Gesang eingeordnet, oft nennt man jedoch lediglich das Grunting beziehungsweise Growling so oder Screaming wird zumindest als weniger guttural angesehen. Im Folk Metal werden zuweilen auch die unter Volksmusik genannten Gesangstechniken verwendet, so z. B. der Joik bei Korpiklaani oder der Khoomei bei Tengger Cavalry.

### Growling
Das Wort Growling kommt aus dem Englischen und bedeutet ‚knurren‘, da es Ähnlichkeit mit dem tiefen Knurren eines Tieres hat – alternativ dazu wird auch das Wort Grunting (englisch: ‚grunzen‘) benutzt. Ein Vorreiter war hier der tiefe, „bellende“ Gesang von Charles „Evil Chuck“ Schuldiner, dem Sänger und Gitarristen der US-amerikanischen Death-Metal-Band Death, das eigentliche Growling entstand jedoch später unter anderem durch schwedische und Florida-Death-Metal-Bands. In verschiedenen Musikrichtungen (hauptsächlich Grindcore und Death Metal, seltener auch Black-, Gothic-, Doom Metal, sowie Dark Electro und Teilen der schwedischen Electronic Body Music) wird es als Gesang verwendet.
Das Growling ist von der Tonhöhe meist verhältnismäßig tief.
Das Growling wird oft verwandt, um die vornehmlich brutalen Texte musikalisch passend wiederzugeben. Man kann dies gut bei Chris Barnes (aktueller Sänger von Six Feet Under) oder George „Corpsegrinder“ Fisher (Cannibal Corpse) hören. Insbesondere im Death Doom und im Gothic Metal, aber nicht nur dort, unterstützt es hingegen die vermittelte Melancholie. Im Gothic Metal/Symphonic Metal ist ein weiblicher Gegenpart in Sopran keine Seltenheit. Der beispielsweise bei Epica, Tristania, After Forever oder Theatre of Tragedy präsente Wechselgesang wurde als The Beauty and the Beast bekannt. Manchmal ist die growlende Person selbst weiblich und wechselt selbst zwischen Growlen und höheren Tonlagen, wie bspw. Tatiana Shmailyuk von Jinjer und die wechselnden Leadsängerinnen von Arch Enemy.
Einige Vertreter
- Johan Hegg (Amon Amarth)
- Chris Barnes (Six Feet Under)
- George „Corpsegrinder“ Fisher (Cannibal Corpse)
- Matti Kärki (Dismember)
- Angela Gossow (Ex-Arch Enemy)
- Michael Roth (Eisregen)

### Screaming
Screaming (englisch: ‚schreien‘, ‚kreischen‘), vor allem das high-pitched screaming (Kreischen mit sehr hohen Frequenzspitzen), ist von der Tonhöhe her der höchste der gutturalen Gesänge. Eine Vorreiterfunktion nahm hier Quorthon ein, dessen Gesang auf den frühen Bathory-Alben von einem hohen Kreischen zu einem tiefen Krächzen reichte und sich damit sowohl vom hohen, klaren Gesang im traditionellen Heavy Metal als auch anderen Gesangsstilen im extremen Metal deutlich unterschied. Es wird meistens im Black Metal verwendet, um dem an sich schon aggressiven Musikstil auch durch den Gesang zusätzlich Emotionen, wie z. B. Aggression oder „Kälte“ (vor allem im Zusammenhang mit Effekten wie Hall), und Härte zu geben. Letzteres trifft auch auf den Einsatz im Digital Hardcore zu. Benjamin Hedge Olson beschreibt das Screaming in seiner Masterarbeit über Vielfalt, Mystizismus und Identität im Black Metal als „geschlechtsloses, unmenschliches, gequältes Kreischen“. Der Tonumfang kann dabei von sehr hohem Geschrei (high-pitched screaming) bis zu tieferem Gekrächze reichen, das aber nicht die Tiefe des Growling erreicht. Auch im Crunkcore wird Screaming verwendet – dort aber über Hip-Hop-Beats und ohne Verbindung zum extremen Metal.
Einige Vertreter
- Ted „Nocturno Culto“ Skjellum (Darkthrone)
- Per Yngve „Dead“ Ohlin (Mayhem)
- Oliver Sykes (Bring Me the Horizon)

### Shouting
Shouting kommt aus dem Englischen und bedeutet so viel wie ‚rufen‘ oder ‚schreien‘. Beim Shouting werden oft nur die „echten“ Stimmbänder beansprucht oder die Stimme nur zum Teil verzerrt, was dafür sorgt, dass der Schrei klarer erscheint und oft auch der Text besser verständlich ist. Die Tonlage des Shoutings liegt meist auf derselben wie die normale „Sprechstimme“ des Sängers, manche Sänger jedoch (z. B. Tom Araya, Mille Petrozza) verändern das Shouting zu sehr hohem quietschenden Kreischen, das jedoch im Grunde genau so funktioniert wie ein Anheben der Sprechstimme. Das Shouting wird bevorzugt im Hardcore, Thrash Metal und im Metalcore, aber auch in jedem anderen (aggressiveren, emotionaleren) Rock-Stil eingesetzt. Im Punk zum Beispiel wird häufig die Möglichkeit genutzt, mittels Shouts melodisch zu singen (durch den Anteil, der nicht mit den Taschenbändern gebildet wird). Beim Shouting kann es durch zu starkes Luftpressen und zu kurze Erholungszeiten schnell zu Stimmbandentzündungen kommen.
Einige Vertreter
- Tom Araya (Slayer)
- Miland „Mille“ Petrozza (Kreator)
- Max Cavalera (Sepultura, Soulfly, Cavalera Conspiracy)
- Phil Anselmo (Pantera)
- Matthew Heafy (Trivium)
- Peter Tägtgren (Hypocrisy, Pain)
- Corey Taylor (Slipknot, Stone Sour)